# Präsidentschafts- und Parlamentswahl in Chile 2005/2006
Die Präsidentschafts- und Parlamentswahl in Chile 2005/2006 fand am 11. Dezember 2005 statt. Die Stichwahl der Präsidentenwahl wurde am 15. Januar 2006 durchgeführt.
Bei ihr wurden der Präsident der Republik und die Mitglieder des Nationalkongress (120 Mandate in der Abgeordnetenkammer und 20 von 38 Mandate im Senat) gewählt.
Bei der Präsidentschaftswahl wurde die sozialistische Ministerin Michelle Bachelet (PS) zur Nachfolgerin des amtierenden chilenischen Präsidenten Ricardo Lagos (PPD) gewählt. Bereits im ersten Durchgang der seit der Transición vierten Präsidentschaftswahl am 11. Dezember lag Bachelet erwartungsgemäß vor dem rechtsliberalen Unternehmer Sebastián Piñera (RN), verfehlte mit 45,95 Prozent jedoch die erforderliche absolute Mehrheit. In der Stichwahl am 15. Januar konnte sich Bachelet dann aber mit 53,5 Prozent gegen den vom rechtskonservativen Bündnis Alianza por Chile unterstützten Piñera durchsetzen.
Die sechsjährige Amtszeit von Ricardo Lagos endete am 11. März 2006. Aufgrund einer Verfassungsänderung betrug die Amtszeit der neuen Präsidentin dann erstmals vier Jahre.
Die Mitglieder der Abgeordnetenkammer und des Senats wurden nach dem binomialen Wahlsystem gewählt.
Wahlberechtigt waren alle Chilenen ab 18 Jahren, die sich in das Wählerverzeichnis eingetragen haben.

## Präsidentschaftswahl

### Kandidaten

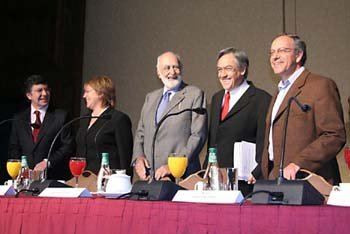
Von links nach rechts: Joaquín Lavín, Michelle Bachelet, der Moderator, Sebastián Piñera und Tomás Hirsch

Vier Kandidaten stellten sich am 11. Dezember zur Wahl, drei davon wurden von Bündnissen aufgestellt:
- Für das Mitte-links-Bündnis Concertación, das auch den bisherigen Präsidenten Ricardo Lagos stellte, kandidierte Michelle Bachelet Jeria von der sozialdemokratisch eingestellten Sozialistischen Partei (PS). Sie ist seit 2002 Verteidigungsministerin des Landes.
- Für das rechte Bündnis Alianza por Chile kandidierte Joaquín Lavín Infante von der rechtsgerichteten Unión Demócrata Independiente (UDI), der bei der letzten Wahl dem jetzigen Präsidenten Ricardo Lagos knapp unterlegen war. Die Renovación Nacional, eigentlich Teil dieses Bündnisses, unterstützte seit Mai 2005 ihren eigenen Kandidaten.
- Als einziger Bewerber einer einzelnen Partei kandidierte Sebastián Piñera Echenique von der rechtsgerichteten Renovación Nacional (RN), die bis zum Mai Joaquín Lavín unterstützt hatte.
- Für das Linksbündnis Juntos Podemos Más kandidierte Tomás Hirsch Goldschmidt von der Humanistischen Partei (PH), der ebenfalls bei der vorangegangenen Präsidentschaftswahl angetreten war und damals 0,5 % der Stimmen erhalten hatte.

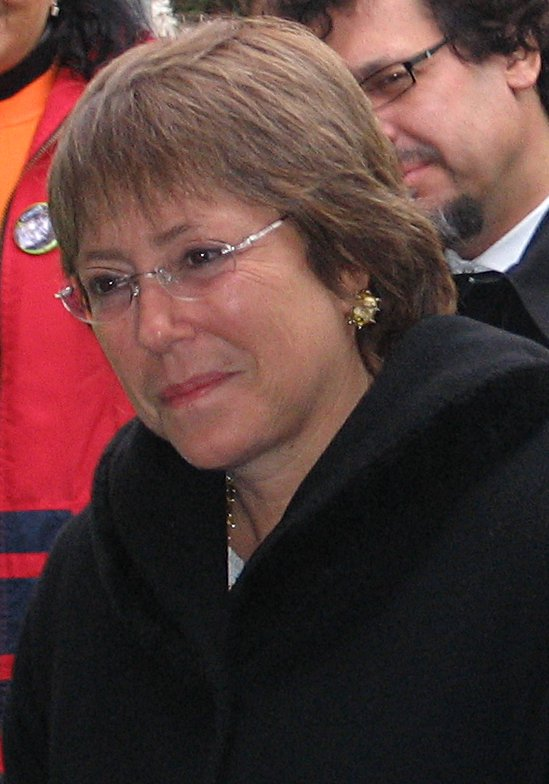
Michelle Bachelet
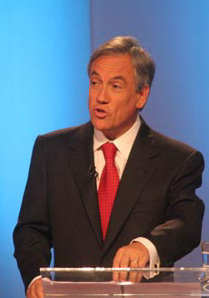
Sebastián Piñera
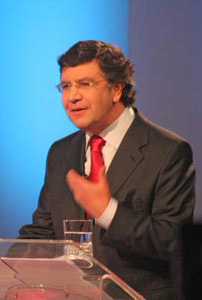
Joaquín Lavín
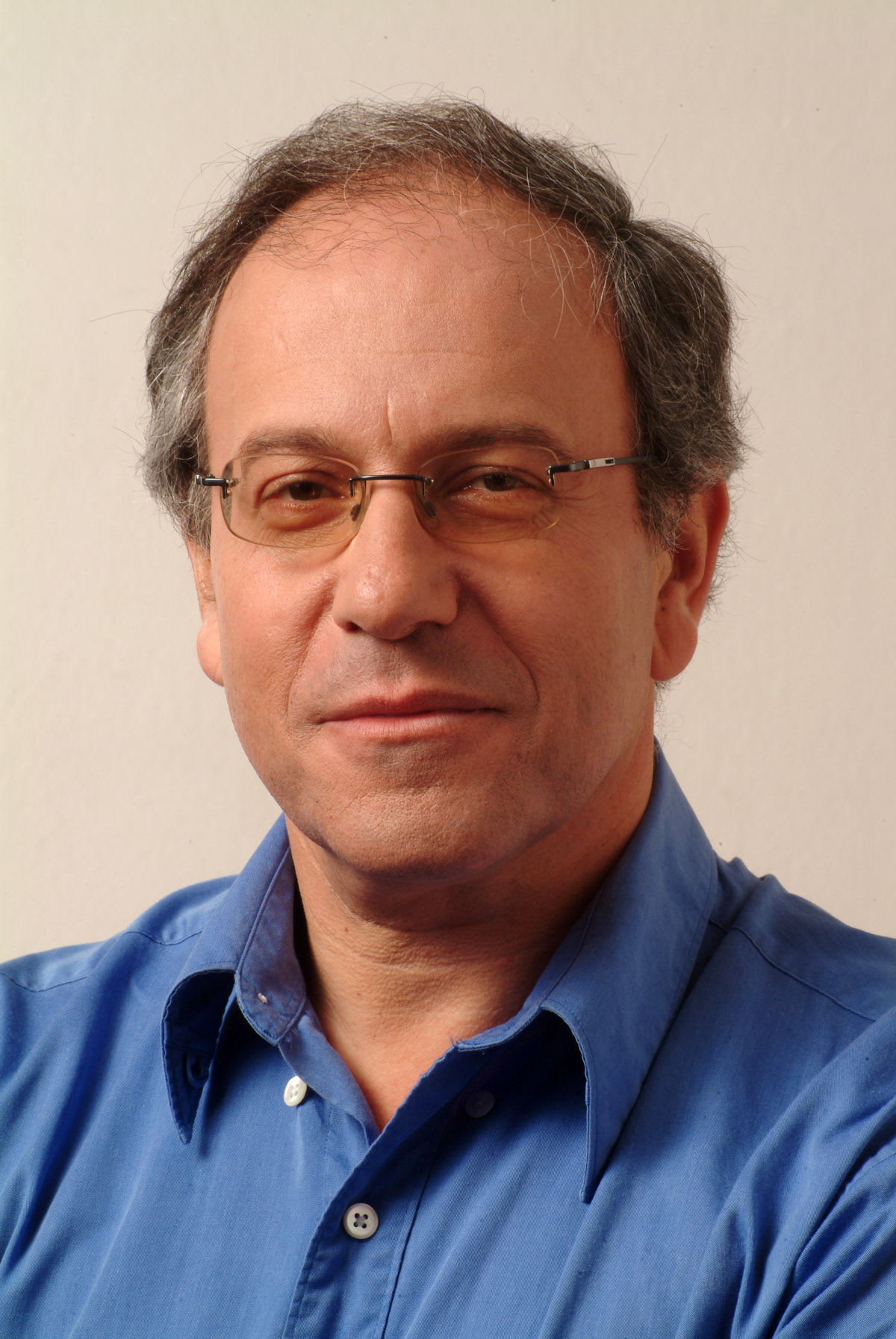
Tomás Hirsch

### Meinungsumfragen
| Kandidat                                              | Meinungsumfragen | Meinungsumfragen | Meinungsumfragen | Meinungsumfragen | Meinungsumfragen |
| Kandidat                                              | CERC             | Gémines          | Gémines          | CERC             | Feedback         |
| ----------------------------------------------------- | ---------------- | ---------------- | ---------------- | ---------------- | ---------------- |
| Kandidat                                              | Juli 2005        | August 2005      | Oktober 2005     | Oktober 2005     | Oktober 2005     |
| Michelle Bachelet                                     | 47,0 %           | 41,1 %           | 40,0 %           | 42,0 %           | 45,7 %           |
| Joaquín Lavín                                         | 17,0 %           | 23,7 %           | 21,0 %           | 17,0 %           | 18,4 %           |
| Sebastián Piñera                                      | 18,0 %           | 13,9 %           | 17,2 %           | 16,0 %           | 19,4 %           |
| Tomás Hirsch                                          | 2,0 %            | 1,3 %            | 2,8 %            | 7,0 %            | 5,2 %            |
| Ungültig (Nulo) / Stimmenthaltung (Blanco)            | 3,0 %            | —                | 9,0 %            | 3,0 %            | 3,2 %            |
| Weiß nicht / keine Antwort / nicht in der Wählerliste | 13,0 %           | 20,0 %           | 9,4 %            | 14,0 %           | 8,0 %            |

### Ergebnis
| Kandidaten                                 | Kandidaten        | Parteien                      | 1. Wahlgang | 1. Wahlgang | 2. Wahlgang | 2. Wahlgang |
| Kandidaten                                 | Kandidaten        | Parteien                      | Stimmen     | %           | Stimmen     | %           |
| ------------------------------------------ | ----------------- | ----------------------------- | ----------- | ----------- | ----------- | ----------- |
|                                            | Michelle Bachelet | Concertación                  | 3.190.691   | 46,0        | 3.723.019   | 53,5        |
|                                            | Sebastián Piñera  | Renovación Nacional           | 1.763.694   | 25,4        | 3.236.394   | 46,5        |
|                                            | Joaquín Lavín     | Unión Demócrata Independiente | 1.612.608   | 23,2        |             |             |
|                                            | Tomás Hirsch      | Juntos Podemos Más            | 375.048     | 5,4         |             |             |
| Gesamt                                     | Gesamt            | Gesamt                        | 6.942.041   | 100         | 6.959.413   | 100         |
|                                            |                   |                               |             |             |             |             |
| Ungültige Stimmen                          | Ungültige Stimmen | Ungültige Stimmen             | 265.237     | 3,7         | 202.932     | 2,8         |
| Wähler                                     | Wähler            | Wähler                        | 7.207.278   | 87,7        | 7.162.345   | 87,1        |
| Wahlberechtigte                            | Wahlberechtigte   | Wahlberechtigte               | 8.220.897   |             | 8.220.897   |             |
|                                            |                   |                               |             |             |             |             |
| Quellen: SERVEL, 1. Wahlgang – 2. Wahlgang |                   |                               |             |             |             |             |

## Parlamentswahl

### Ergebnis

#### Abgeordnetenkammer
| Wahlbündnisse                      | Wahlbündnisse                      | Listen                                  | Stimmen   | %    | Mandate |
| ---------------------------------- | ---------------------------------- | --------------------------------------- | --------- | ---- | ------- |
|                                    | Concertación                       | Partido Demócrata Cristiano de Chile    | 1.370.501 | 20,8 | 20      |
| Partido por la Democracia          | Concertación                       | 1.017.956                               | 15,4      | 21   |         |
| Partido Socialista de Chile        | Concertación                       | 663.561                                 | 10,1      | 15   |         |
| Partido Radical Socialdemócrata    | Concertación                       | 233.564                                 | 3,5       | 7    |         |
| Unabhängige                        | Concertación                       | 131.625                                 | 2,0       | 2    |         |
| ↳ Gesamt                           | Concertación                       | 3.417.207                               | 51,8      | 65   |         |
|                                    | Alianza por Chile                  | Unión Demócrata Independiente           | 1.475.901 | 22,4 | 33      |
| Renovación Nacional                | Alianza por Chile                  | 932.422                                 | 14,1      | 19   |         |
| Unabhängige                        | Alianza por Chile                  | 148.063                                 | 2,2       | 2    |         |
| ↳ Gesamt                           | Alianza por Chile                  | 2.556.386                               | 38,7      | 54   |         |
|                                    | Juntos Podemos Más                 | Partido Comunista de Chile              | 339.547   | 5,1  | –       |
| Partido Humanista de Chile         | Juntos Podemos Más                 | 102.842                                 | 1,6       | –    |         |
| Unabhängige                        | Juntos Podemos Más                 | 46.229                                  | 0,7       | –    |         |
| ↳ Gesamt                           | Juntos Podemos Más                 | 488.618                                 | 7,4       | –    |         |
|                                    | Partido Regionalista Independiente | Partido de Acción Regionalista de Chile | 26.698    | 0,4  | 1       |
| Alianza Nacional de Independientes | Partido Regionalista Independiente | 20.191                                  | 0,3       | –    |         |
| Unabhängige                        | Partido Regionalista Independiente | 30.324                                  | 0,5       | –    |         |
| ↳ Gesamt                           | Partido Regionalista Independiente | 77.213                                  | 1,2       | 1    |         |
|                                    | Unabhängige                        | Unabhängige                             | 62.387    | 0,9  | –       |
| Gesamt                             | Gesamt                             | Gesamt                                  | 6.601.811 | 100  | 120     |
|                                    |                                    |                                         |           |      |         |
| Ungültige Stimmen                  | Ungültige Stimmen                  | Ungültige Stimmen                       | 605.540   | 8,4  |         |
| Wähler                             | Wähler                             | Wähler                                  | 7.207.351 | 87,7 |         |
| Wahlberechtigte                    | Wahlberechtigte                    | Wahlberechtigte                         | 8.220.897 |      |         |
|                                    |                                    |                                         |           |      |         |
| Quelle: SERVEL                     |                                    |                                         |           |      |         |

#### Senat
| Wahlbündnisse                   | Wahlbündnisse                      | Listen                               | Stimmen   | %    | Mandate |
| ------------------------------- | ---------------------------------- | ------------------------------------ | --------- | ---- | ------- |
|                                 | Concertación                       | Partido Demócrata Cristiano de Chile | 418.089   | 8,8  | 5       |
| Partido Socialista de Chile     | Concertación                       | 576.045                              | 12,1      | 4    |         |
| Partido por la Democracia       | Concertación                       | 512.296                              | 10,7      | 1    |         |
| Partido Radical Socialdemócrata | Concertación                       | 114.515                              | 2,4       | 1    |         |
| Unabhängige                     | Concertación                       | 38.053                               | 0,8       | –    |         |
| ↳ Gesamt                        | Concertación                       | 1.658.998                            | 34,8      | 11   |         |
|                                 | Alianza por Chile                  | Unión Demócrata Independiente        | 1.028.925 | 21,6 | 5       |
| Renovación Nacional             | Alianza por Chile                  | 515.185                              | 10,8      | 3    |         |
| Unabhängige                     | Alianza por Chile                  | 233.180                              | 4,9       | –    |         |
| ↳ Gesamt                        | Alianza por Chile                  | 1.777.290                            | 37,3      | 8    |         |
|                                 | Juntos Podemos Más                 | Partido Comunista de Chile           | 104.687   | 2,2  | –       |
| Partido Humanista de Chile      | Juntos Podemos Más                 | 69.927                               | 1,5       | –    |         |
| Unabhängige                     | Juntos Podemos Más                 | 111.460                              | 2,3       | –    |         |
| ↳ Gesamt                        | Juntos Podemos Más                 | 286.074                              | 6,0       | –    |         |
|                                 | Partido Regionalista Independiente | Alianza Nacional de Independientes   | 13.076    | 0,3  | –       |
| Unabhängige                     | Partido Regionalista Independiente | 17.268                               | 0,4       | –    |         |
| ↳ Gesamt                        | Partido Regionalista Independiente | 30.344                               | 0,6       | –    |         |
|                                 | Unabhängige                        | Unabhängige                          | 18.275    | 0,4  | 1       |
| Gesamt                          | Gesamt                             | Gesamt                               | 4.770.981 | 100  | 20      |
|                                 |                                    |                                      |           |      |         |
| Ungültige Stimmen               | Ungültige Stimmen                  | Ungültige Stimmen                    | 411.243   | 7,9  |         |
| Wähler                          | Wähler                             | Wähler                               | 5.182.224 | 88,4 |         |
| Wahlberechtigte                 | Wahlberechtigte                    | Wahlberechtigte                      | 5.863.704 |      |         |
|                                 |                                    |                                      |           |      |         |
| Quelle: SERVEL                  |                                    |                                      |           |      |         |